# Ariel (Westjordanland)
Ariel (hebräisch אריאל) ist eine israelische Stadt und Siedlung in Samaria. Sie wurde 1978 gegründet und liegt 3 Kilometer nördlich der palästinensischen Stadt Salfit, rund 40 Kilometer östlich von Tel Aviv, 50 Kilometer nordwestlich von Jerusalem und etwa 30 Kilometer westlich des Jordans im Hügelland des biblischen Samaria. Die Einwohnerzahl beträgt 19.625 (Stand: Januar 2022).
Ariel ist die viertgrößte israelische Siedlung in von Israel besetztem Gebiet im Westjordanland. Sie liegt rund 17 Kilometer östlich der Grünen Linie und befindet sich westlich des Sperrzauns.

## Name
Der Name Ariel bedeutet wörtlich „Löwe Gottes“ und ist in der hebräischen Bibel eine Umschreibung für Jerusalem und den Tempel in Jerusalem (Jesaja 29,1-8 ). Im Jahr 2009 beschloss die Stadtverwaltung, den Namen zu Ehren des ehemaligen Premierministers Ariel Scharon umzuinterpretieren.

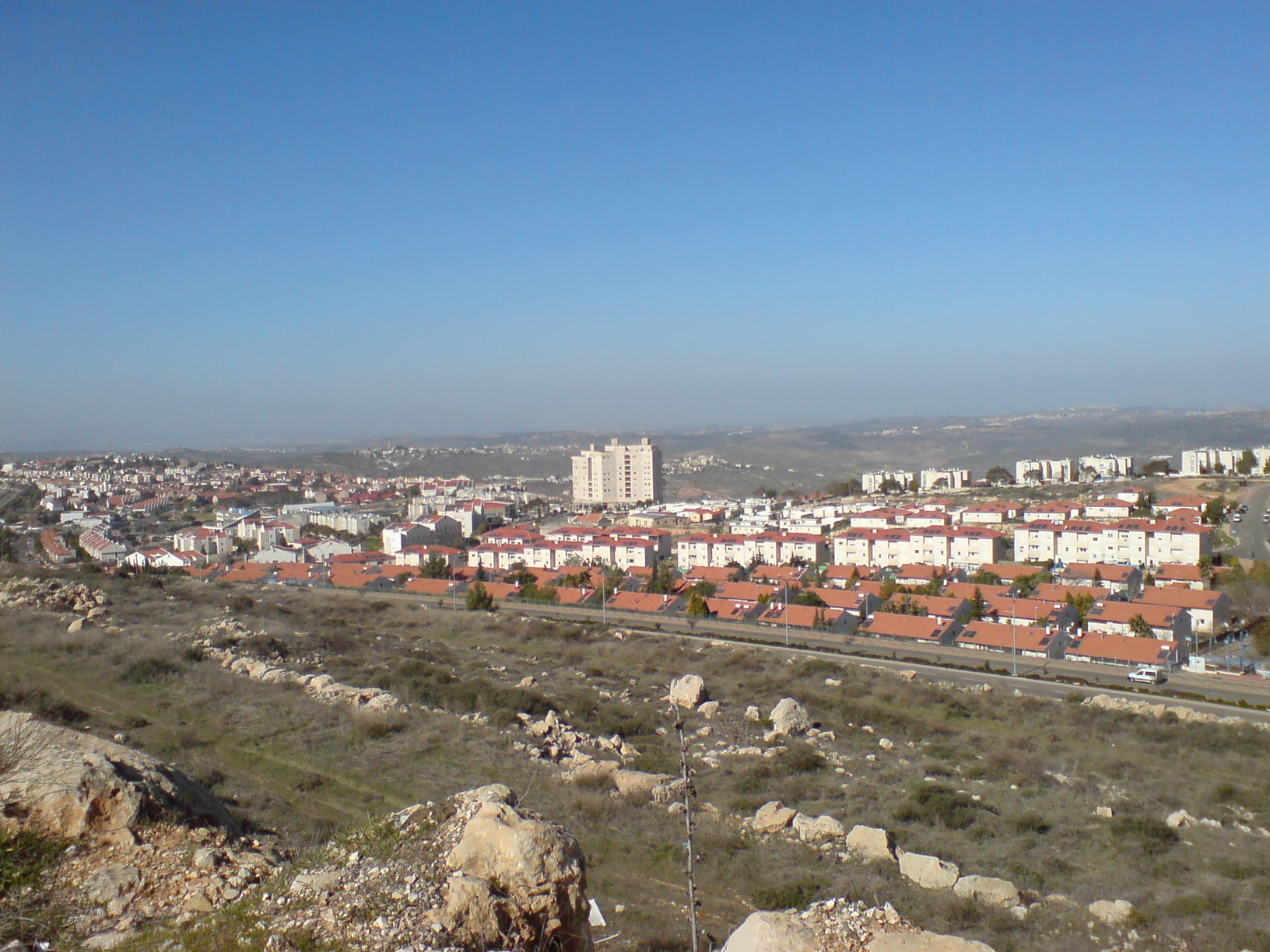
Ariel 2008

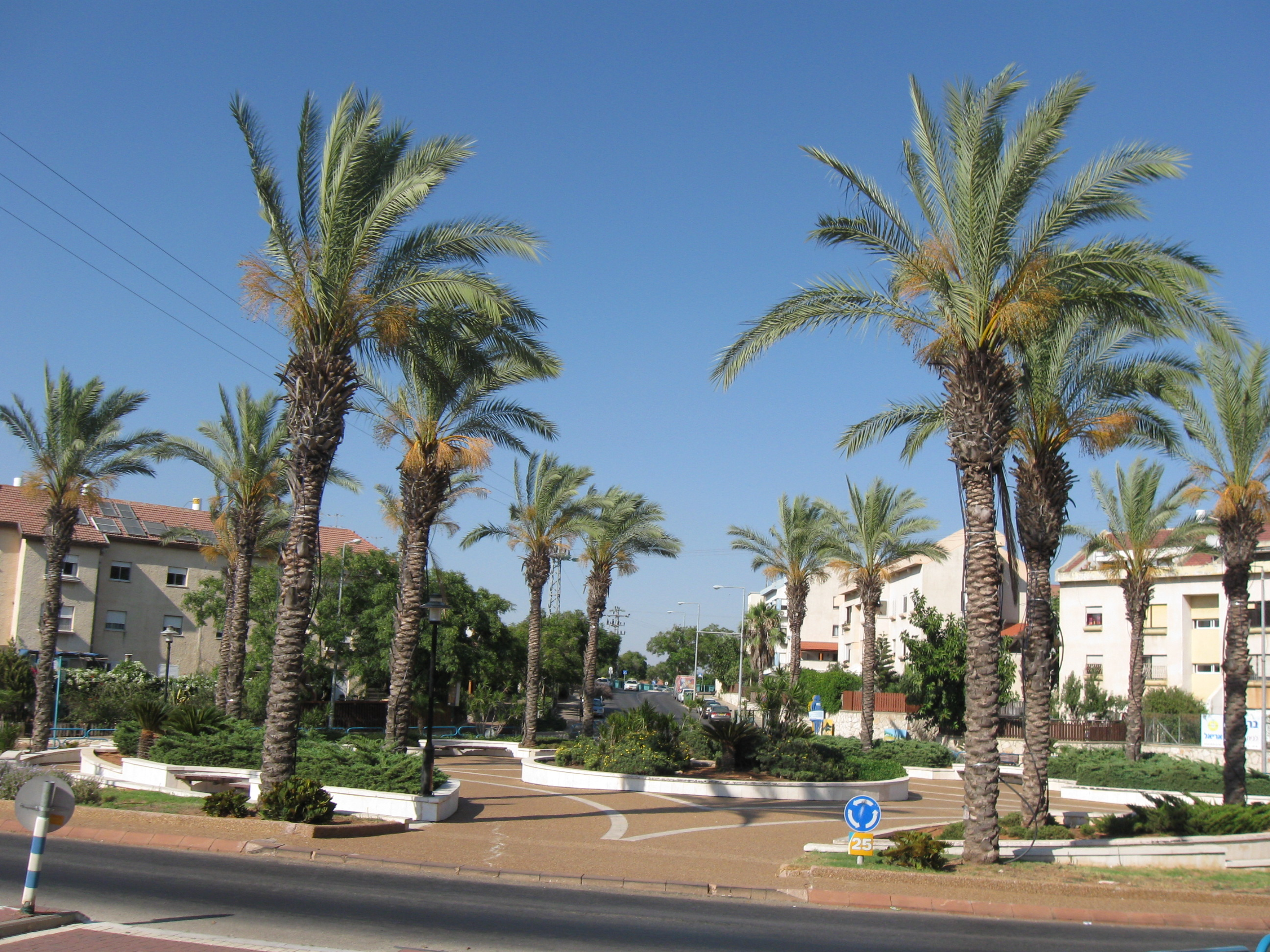
Ariel 2010

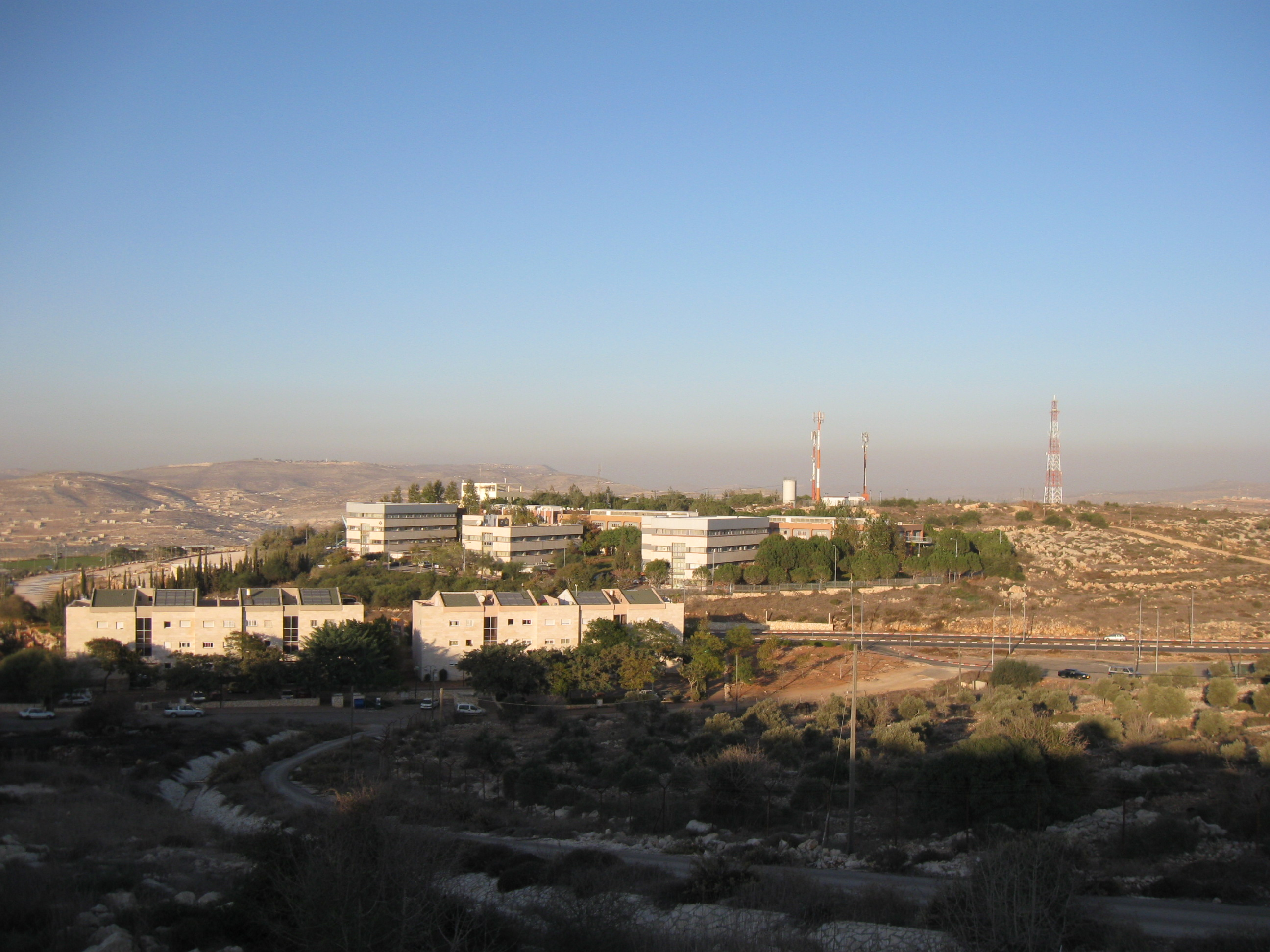
Ariel University Center of Samaria

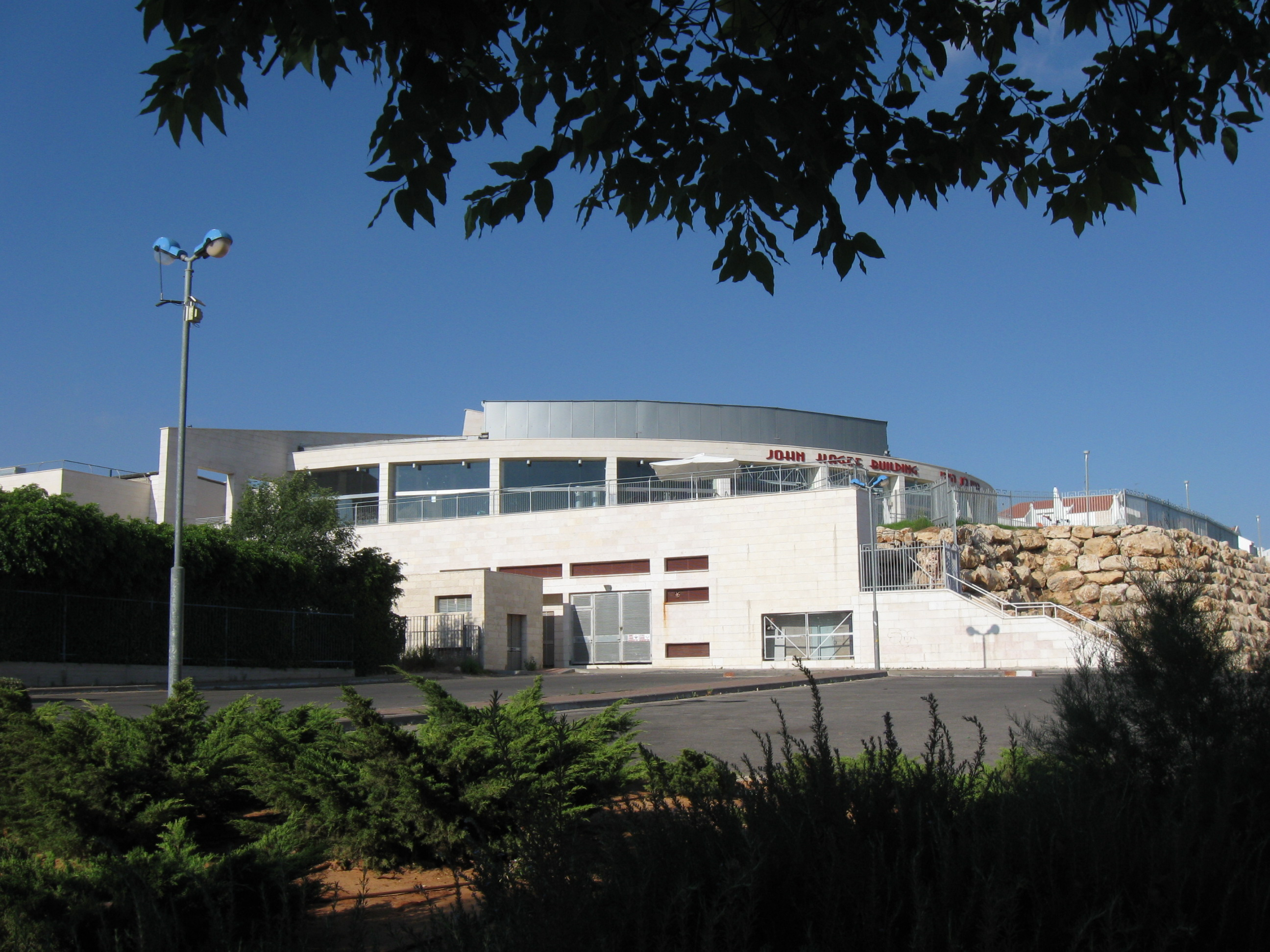
Milken Sports and Recreation Complex; John Hagee Building

## Geschichte
Die Siedlung wurde im Jahr 1978 von einer Gruppe Mitarbeiter der israelischen Militärindustrie unter der Führung des späteren Bürgermeisters Ron Nachman mit 40 überwiegend säkularen israelischen jüdischen Familien im Herzen des nördlichen Westjordanlands, dem biblischen Samaria, gegründet. Der Plan zur Errichtung der Siedlung war vom damaligen Verteidigungsminister Schimon Peres unterstützt worden, der Ort wurde gewählt, weil er an einer damals wichtigen Ost-West-Verbindungsstraße lag und Israel die Kontrolle Richtung Jordantal und Jordanien sicherte.
In den Anfangsjahren bestand die Siedlung hauptsächlich aus mobilen Wohneinheiten und nur zu einem kleinen Teil aus festen Gebäuden.
1979 wurde Ariel Teil der neugegründeten Regionalverwaltung Schomron. Bereits 1985 erhielt Ariel den Status einer eigenständigen Gemeindeverwaltung.
Am 12. August 2003 sprengte sich ein 17-jähriger Palästinenser an einer Bushaltestelle bei Ariel in die Luft und riss dabei den 18-jährigen Erez Hershkovitz mit in den Tod. Zwei Israelis waren verletzt worden; einer von ihnen, der 22-jährige Amatzia Nisanovitz, erlag zwei Wochen später seinen Verletzungen.
In den 1990er Jahren verdoppelte sich ihre Einwohnerschaft, in erster Linie durch den Zuzug von Neueinwanderern aus dem Gebiet der ehemaligen Sowjetunion.
Im Jahr 1998 hatte Ariel knapp 15.000 Einwohner und wurde zur Stadtverwaltung erhoben. Sie bezeichnet sich selbst als „jüdische Hauptstadt Samarias“.
Ein arabischer Israeli aus Jaffa griff am 5. Februar 2018 in Ariel den 29-jährigen Israeli Itamar Ben-Gal aus Har Bracha an und tötete ihn mit drei Messerstichen.

## Geographie
Ariel liegt auf einem 5 Kilometer langen Hügelkamm auf einer Höhe von 550 bis knapp 700 Metern über dem Meeresspiegel im Hügelland des biblischen Samaria, 3 Kilometer nördlich der palästinensischen Stadt Salfit, 23 Kilometer südwestlich von Nablus, rund 40 Kilometer östlich von Tel Aviv, 50 Kilometer nordwestlich von Jerusalem und etwa 30 Kilometer westlich des Jordans. Die Stadt erstreckt sich über eine Länge von 12 Kilometern und eine Breite von 2 Kilometern. An ihrem westlichen Ende ist sie 16 Kilometer von der Grünen Linie entfernt, am östlichen Ende mehr als 20 Kilometer. Mit Tel Aviv ist Ariel über die Trans-Samaria-Schnellstraße (Highway 5) verbunden, mit Jerusalem über die Schnellstraße 60 (Highway 60).

## Bevölkerung
Die Bevölkerung Ariels besteht mehrheitlich aus säkularen jüdischen Israelis. Rund die Hälfte sind Neueinwanderer aus der ehemaligen Sowjetunion, unter denen sich auch Nicht-Juden befinden; während der Weihnachtszeit sind Weihnachtsdekorationen und Weihnachtsartikel in Ariel anzutreffen. Die Stadt hat auch eine englischsprachige Gemeinschaft, sowie eine Anzahl aus dem Gazastreifen 2005 evakuierte jüdische Siedler.
1990 zählte Ariel 8000 Einwohner, im Jahr 1994 bereits über 12.000, und 1999 stieg die Bevölkerung erstmals über 15.000. Ende 2010 betrug sie 17.688. Die Einwohnerzahl stieg bis zum 31. Dezember 2016 auf 19.220.
Das israelische Zentralbüro für Statistik gibt bei den Volkszählungen vom 4. Juni 1983, 4. November 1995 und vom 28. Dezember 2008 für Ariel folgende Einwohnerzahlen an:
| Jahr der Volkszählung | 1983  | 1995   | 2008   |
| Anzahl der Einwohner  | 1.340 | 13.800 | 16.716 |

## Bürgermeister
- Ron Nachman (1942–2013), 1985 bis 2013
- Eliyahu Shaviro, 2013 bis 2024[17]
- Yair Chetboun, seit 2024[17]

## Wirtschaft
Ariel hat mehrere Industriegebiete mit über 150 Betrieben, weitere sind in Bau. Einige Betriebe sind auf technologische Entwicklungen in den Bereichen Biochemie und -technologie, Medizin und Elektronik spezialisiert, andere produzieren beispielsweise Textil- und Kunststoffprodukte für den Export.

## Bildung
Ariel hat mehrere Vor-, Grund- und weiterführende Schulen, sowie die 1982 als College of Judea and Samaria gegründete Universität Ariel in Samarien.

## Kultur und Sport
Der Milken Sports and Recreation Complex wurde im Jahr 2008 eröffnet. Das Zentrum verfügt über ein Olympisches Schwimmbecken, Sprudelbad, Fitnesszentrum etc. und mehrere Cafés. Der Bau wurde unter anderem durch finanzielle Beiträge der Milken Family Foundation und des evangelikalen Pastors John Hagee, dem Gründer der Christians United for Israel, ermöglicht, nach dem auch das Hauptgebäude benannt ist.
Nach Verzögerungen wegen Finanzierungsschwierigkeiten wurde im November 2010 das Ariel Zentrum für darstellende Kunst eröffnet, ein Theater mit über 500 Plätzen, das Produktionen der führenden Häuser Israels zeigt. Im Zuge der Eröffnung kam es zu mehreren Boykottaufrufen von israelischen Schauspielern und Kulturschaffenden, die auch Unterstützung aus dem Ausland erhielten.

## Rechtliche Fragen
Die Siedlung wurde auf dem Land umliegender palästinensischer Ortschaften errichtet, das zu Staatsland erklärt worden war, angeblich für militärische Zwecke. Innerhalb des Stadtgebietes befinden sich noch einzelne Enklaven von Land in palästinensischem Privatbesitz, ihren Eigentümern ist der Zugang zu ihrem Land jedoch untersagt.
Nach einem Bericht der israelischen Organisation Schalom Achschaw befinden sich 35,1 Prozent des Landes, auf dem die Stadt errichtet wurde, in palästinensischem Privatbesitz, was gegen israelisches Recht verstößt. Seit einem Urteil des Obersten Israelischen Gerichts aus dem Jahr 1979 dürfen keine israelischen Siedlungen auf Land gebaut werden, das sich in palästinensischem Privatbesitz befindet. Die israelische Militärverwaltung in den besetzten Gebieten, auf deren Statistiken sich der Bericht stützt, bestreitet jedoch die Richtigkeit des Berichts.
Nach israelischer Auffassung gehört Ariel zu den Siedlungen, die innerhalb Israels verbleiben müssen, sollte es zu einer Friedenslösung mit den Palästinensern kommen. Die entsprechende Forderung der israelischen Regierungen in den Verhandlungen über eine Zwei-Staaten-Lösung wurde von mehreren amerikanischen Präsidenten unterstützt, so auch von Bill Clinton im Jahr 2000, stößt jedoch bei palästinensischen Politikern auf Widerstand, da die weit ins Westjordanland hineinragende Siedlung das palästinensische Gebiet durchschneiden würde. Zudem befinden sich bedeutende Grundwasservorkommen in der Nähe.
Sowohl Ehud Olmerts Konvergenzplan (2007) als auch Donald Trumps Friedensplan (2020) sahen ebenfalls einen Verbleib Ariels innerhalb von Israel vor. Die Vorschläge wurden von der Palästinensischen Autonomiebehörde abgelehnt.

## Partnerstädte
Ariel unterhält Städtepartnerschaften mit:
- Heredia, Costa Rica
- Mobile, Alabama, USA